# Стефан Марковски
Стефан Марковски (Ђевђелија, 1. децембар 1990) јесте македонски писац, песник, сценарист и филозоф.

## Биографија
Уређивао је и пројекат „Метрички караван“, а актуелан је главни и одговорни уредник часописа „Савременост“.
Дипломирао је на Катедри за Општу и компаративну књижевност при Филолошком Факултету „Блаже Конески“ и на Институту за Филозофију при Филозофском Факултету при УКиМ и је магистрирао на Факултету за драмске уметности – смер Филмско и ТВ сценарио у Скопљу.
Члан је Друштва писаца Македоније и Македонског центра при Интернационалном театарском институту (ИТИ).

## Књиге
Објавио је књиге „Једносмерно“ (роман, 2009), „Апеирон“ ( поезија 2010), „За неке успомене оне некадашњости“ (поезија 2010), „Хијерархијска еволуција свести“ (психологија и теорија ума, 2012), „Мета(де)конструкција и општа филозофија“ (филозофија, 2012), „Срећа је глагол“ (психологија и филозофија, 2013), „Продавац ветра и магле и друге приче“ (кратке приче и драмски текст, 2015), „In Nomine“ (поезија, 2016), „Сиво сијају васиони“ (поезија, 2016), „Смрт долети насмејана“ (кратке приче, 2017), „По трагу белог грифона” (поезија, 2018), „Еретичка писма“ (роман, 2018).
Аутор је сценарија за краткометражне филмове и серије, као и текстове за мелодије.
Редовно објављује есеје, статије и радове из области књижевне теорије и филозофије.
Добитник је награда за прозу, поезију и есеј, међу којима „Петре М. Андреевски“ за роман, „Македонска књижевна авангарда“ за збирку прича, „Крсте Чачански“ за збирку прича, „Бели мугри“ за поезију, Гран При на фестивал поезије „Литературне искре“, награда Македонске академије наука и уметности (МАНУ) за причу, признање Општине Ђевђелије „Седмо новембарска награда” и др.
Заступљен је у неколико антологија и избора.
Део његовог стваралаштва је преведен и објављен на десетак европских језика.